# خطية التكامل
في التحليل الرياضي، الخطّية هي إحدى الخواص الأساسية للتكامل التي ينتج عنها قاعدة الجمع في التكامل وقاعدة العامل الثابت في التكامل:
{\displaystyle \int af(x)+bg(x)\,dx=a\int f(x)\,dx+b\int g(x)\,dx.}